# Biblistyka
Biblistyka – grupa dyscyplin naukowych zajmujących się badaniem Biblii. W ich skład wchodzi: introdukcja biblijna, egzegeza biblijna (Starego i Nowego Testamentu) oraz teologia biblijna.
Introdukcja biblijna dzieli się na trzy części:
1. noematyka – nauka o sensie Pisma Świętego
2. hermeneutyka biblijna – nauka, której celem jest ustalenie zasad badania Pisma Świętego niezbędnych do poprawnego interpretowania jego tekstu (zasady interpretacji Biblii).
3. proforystyka biblijna – nauka o sposobach głoszenia Słowa Bożego zawartego w Biblii

Egzegeza biblijna jest to nauka mająca na celu zrozumienie przesłania tekstu biblijnego. Jest to sztuka poprawnej, czyli zgodnej z intencją autora tekstu biblijnego, interpretacji danego fragmentu Biblii, interpretacji otrzymywanej na podstawie studium biblijnego danego fragmentu tekstu.
Teologia biblijna jest to ogół wiedzy zgromadzonej na podstawie badania egzegetycznego Pisma Świętego. Wiedza ta sprowadza się w swych kluczowych punktach do wiedzy o Bogu, o człowieku, o relacji Boga i człowieka, o Jezusie Chrystusie, jako bogu-człowieku – pośredniku w tej relacji, o odkupieńczej śmierci Jezusa Chrystusa za grzechy ludzi, o Jego zmartwychwstaniu, o Jego powtórnym przyjściu na końcu świata i o ostatecznym sądzie Bożym – wiecznym zbawieniu dla wierzących w Jezusa Chrystusa oraz wiecznym potępieniu niewierzących w Chrystusa.
Do nauk pomocniczych biblistyki zalicza się takie dziedziny jak: historia starożytna, historia religii, archeologia biblijna, filologia hebrajska, aramejska i grecka.